# Mercat Cross d'Édimbourg

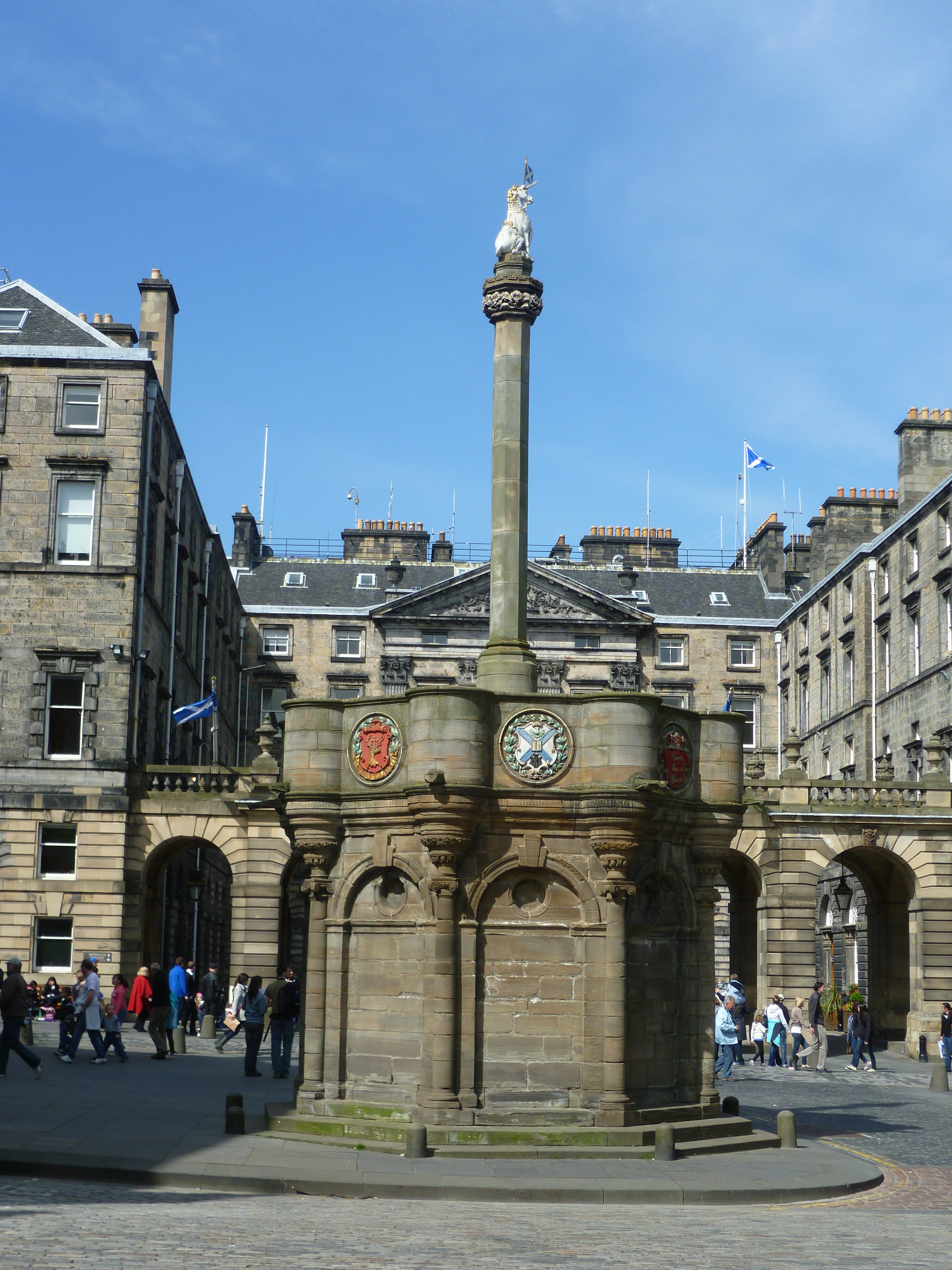
La Mercat Cross vue de la place du Parlement en direction du Royal Mile avec le fronton de l'Hôtel de ville d'Édimbourg en arrière-plan.

La Mercat Cross d'Édimbourg (ou Croix de Marché d'Édimbourg) se dresse sur la place du Parlement à côté de la cathédrale Saint-Gilles, face à la High Street dans la Vieille ville d'Édimbourg,. En Écosse, la Mercat Cross est l'équivalent de la Market Cross (Croix de Marché anglaise).

## Description et histoire

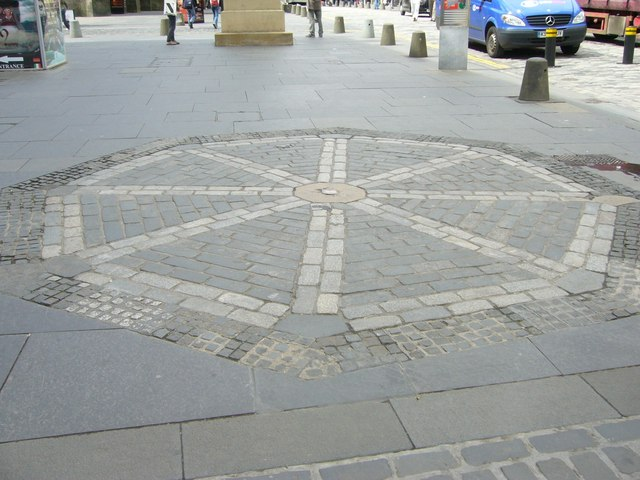
L'emplacement de la croix entre 1617 et 1756.

L'actuelle Mercat Cross est d'origine victorienne, mais a été construite à proximité du site occupé par l'originale. La croix est mentionnée pour la première fois dans une charte de 1365 qui indique qu'elle se situait à environ 14 mètres de l'extrémité est de St. Giles. En 1617, elle a été déplacée à quelques mètres vers le bas de la rue principale, emplacement maintenant indiqué par un arrangement octogonal de pavés . C'est la position indiquée sur la carte de Gordon de Rothiemay de 1647 (voir lien externe ci-dessous).
En 1756, la Croix a été démolie et des parties du pilier ont été reconstruites dans le parc de Drum House, à Gilmerton. Un monument se dresse maintenant là et dessus une plaque mentionne « Érigé en mémoire de la vieille Mercat Cross d'Édimbourg qui se tenait au tambour de 1756 à 1866. Ce monument a été érigé en novembre 1882 ». Cinq des huit médaillons circulaires comportant des têtes sculptées de la sous-structure de la croix originale ont été finalement fixés par Sir Walter Scott qui les a incorporés dans le mur de jardin de sa maison à Abbotsford dans les Borders écossais.
En 1866, les morceaux de la croix de Drum House ont été remontés sur un nouveau piédestal à gradins sur le côté est de la porte nord de St Giles (ce piédestal supporte maintenant la croix de Canongate). Comme le pilier avait été brisé lors de la démolition en 1756, sa hauteur a été réduite après remontage de 6 mètres à 4,25 mètres et sa circonférence s'est affinée. En 1885, elle a été placée sur une nouvelle sous-structure octogonale à son emplacement actuel, à 7 mètres au sud de la position originale d'avant 1617. Ceci a été réalisé par Sydney Mitchell  et payé par William Gladstone, député de Midlothian de 1880 à 1895 , dont le père et le grand-père venaient d'Edimbourg. Les têtes sculptées de la croix d'origine ont été remplacées par les armoiries royales de Grande-Bretagne, d'Écosse, d'Angleterre et d'Irlande, les armoiries d'Édimbourg, de Leith et du Canongate et les armoiries de l'Université d'Edimbourg.

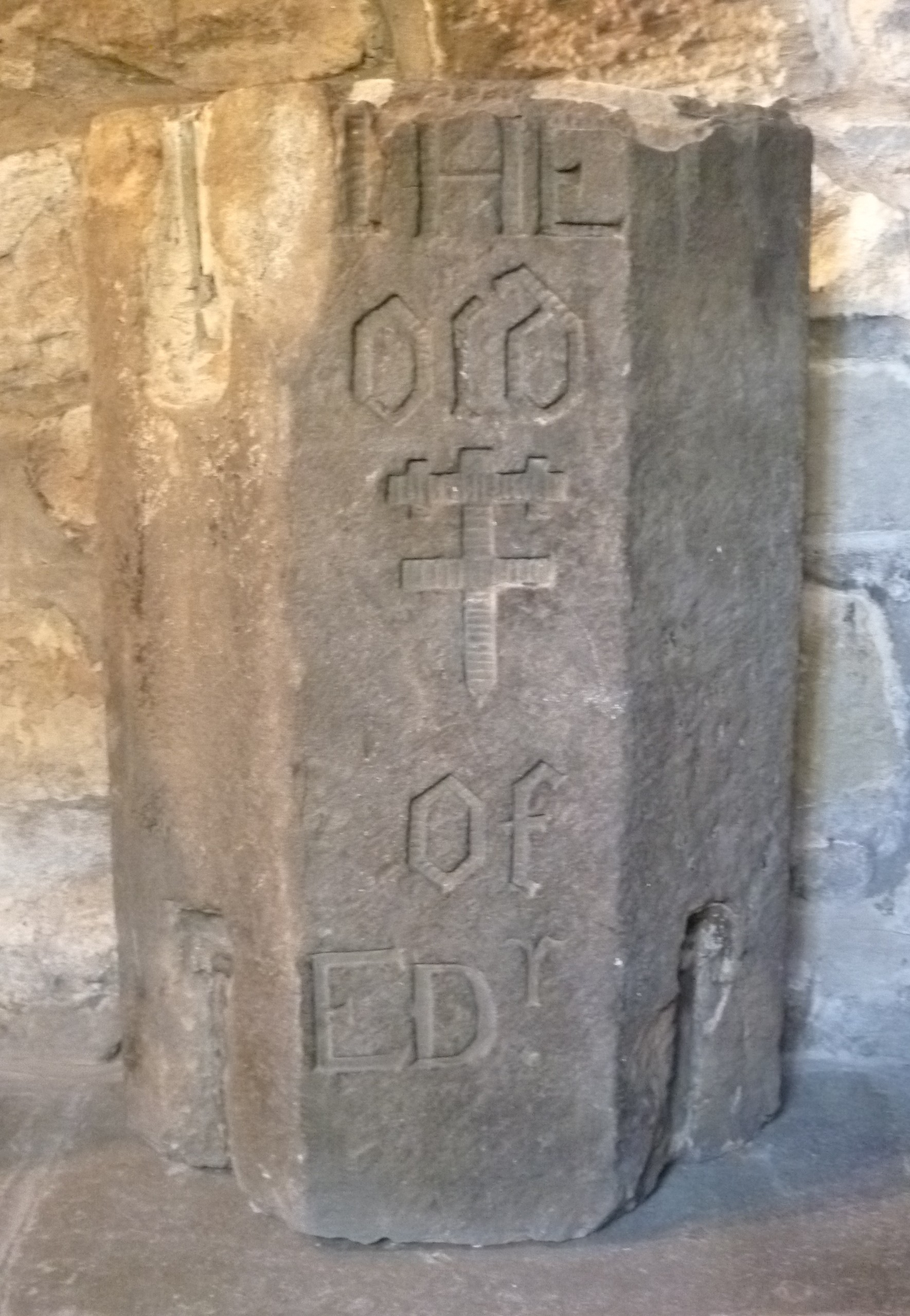
Partie de la croix d'origine du musée Huntly House de la ville

Le puits d'origine a été remplacé lorsque la Croix a subi d'importantes rénovations en 1970. Une étude commandée par la Commission royale d'enquête sur les monuments anciens et historiques d'Écosse a permis son intégration dans la structure actuelle.

## Proclamations, incendies et punitions

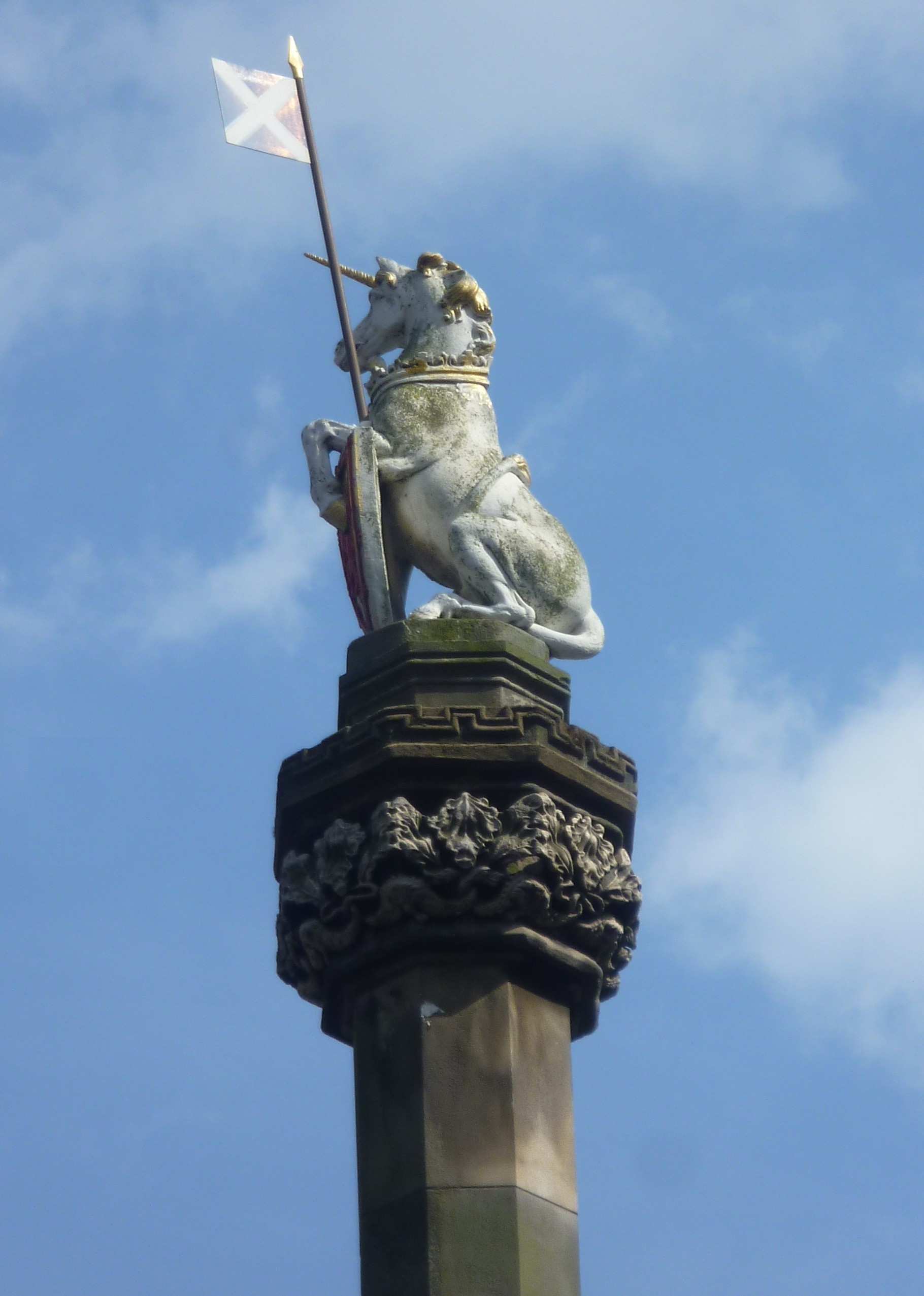
Licorne royale sur la croix

Comme ailleurs en Écosse, d'importantes annonces civiques ont été faites à la Mercat Cross. À Édimbourg, les proclamations royales et parlementaires qui ont affecté toute l'Écosse ont été lues publiquement. La pratique d'annoncer les successions à la monarchie et la convocation d'élections générales est poursuivie à ce jour par les hérauts du Lord Lyon roi des armes.
Le réformateur protestant John Knox raconte que pendant une heure et quatre heures sur deux jours distincts en 1565, Sir James Tarbet a été attaché à la croix et bombardé d'œufs pour avoir dit la messe, qui avait été interdite par le Parlement écossais cinq ans auparavant.
Après la reddition des «Queen's Men», le « siège de la reine » du château d'Édimbourg, William Kirkcaldy de Grange, son frère James et les deux bijoutiers Mossman et Cokke, qui frappaient des pièces au nom de la reine à l'intérieur du château, furent pendu à la Croix le 3 août 1573.

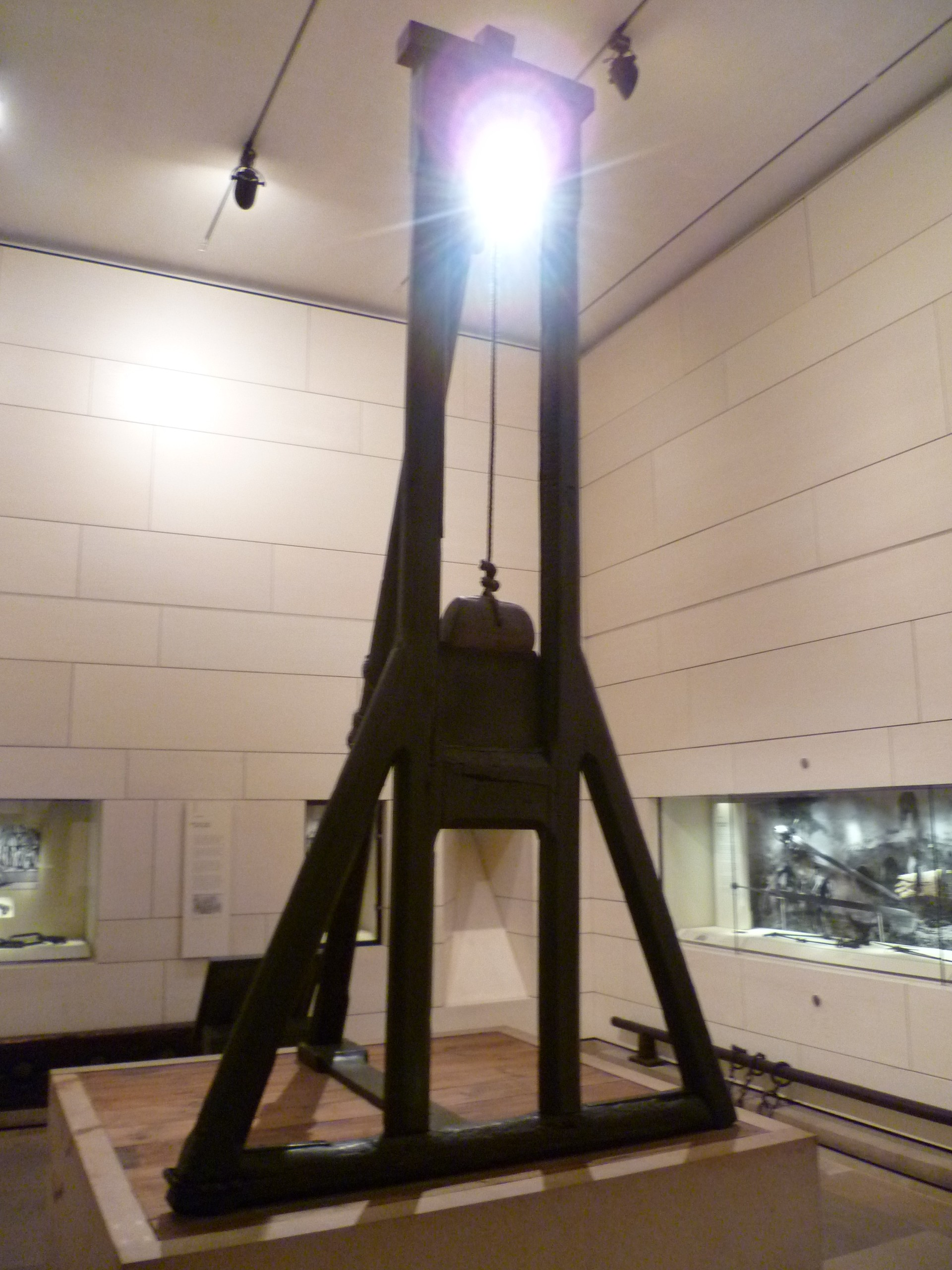
La 'Maiden', utilisée pour les décapitations aux 16e et 17e s.

En 1591, John Dickson, reconnu coupable de parricide, fut « brisé par le supplice de la roue » à la Croix. C'est l'un des deux seuls exemples enregistrés de cette forme brutale de punition utilisée en Écosse, l'autre ayant également eu lieu à la Croix,,.
En 1600, après l'échec de la conspiration de Gowrie, les cadavres de John, comte de Gowrie et de son frère Alexander Ruthven ont été pendus et écartelés au Mercat Cross,  leurs têtes ont été mises sur des pointes à Old Tolbooth d'Édimbourg et leurs membres sur des pointes à divers endroits autour de Perth .
Six jours après l'exécution du roi Charles Ier, les États écossais ont proclamé son fils Charles II à la Croix le 5 février 1649, contestant ainsi directement l'acceptation du Commonwealth par le Parlement anglais . La Croix était le lieu d'exécution des chefs royalistes George Gordon, 2e Marquis de Huntly le 22 mars 1649 et James Graham, 1er Marquis de Montrose le 21 mai 1650. Cinq des partisans proches des Montrose y ont également été décapités peu de temps après.
Après l'occupation par l'armée parlementaire anglaise, la proposition d'incorporer l'Écosse dans le Commonwealth fut proclamée à la Croix le 4 février 1652, suivie trois jours plus tard par l'acte symbolique de descendre les armes du roi et de les suspendre cérémonieusement à la potence publique. En mai 1654, le général George Monck, le gouverneur militaire anglais de l'Écosse, était présent pour la lecture de deux proclamations prononcées à la Croix, la première déclarant qu'Oliver Cromwell était le protecteur de l'Angleterre, de l'Irlande et de l'Écosse, et la seconde confirmant l'Union de l'Écosse avec le Commonwealth d'Angleterre . Cette union a pris fin avec la restauration de la Monarchie en 1660.

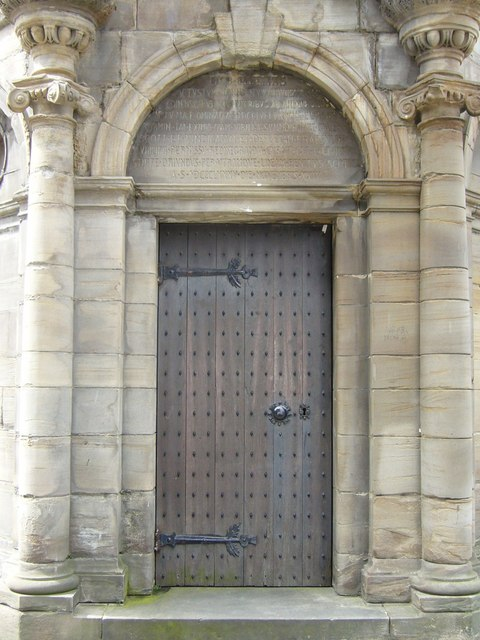
Porte de la croix Mercat reconstruite de 1885

Peu après la restauration, quatre hommes furent condamnés à mort pour haute trahison et exécutés à la croix : Archibald Campbell, 1er marquis d'Argyll fut décapité le 27 mai 1661 ; James Guthrie et le capitaine William Govan ont été pendus le 1er juin 1661; et Archibald Johnston, Lord Warriston a été pendu le 22 juillet 1663.
En juin 1679, deux ministres presbytériens, John King et John Kidd, capturés à Bothwell Brig, furent exécutés pour avoir pris part à la bataille . Le 30 juillet 1680, David Hackston, un Covenant écossais militant, principalement connu pour son rôle dans le meurtre de l'archevêque James Sharp de St. Andrews, fut pendu et écartelé à la croix (bien que ce fût la punition standard pour haute trahison en Angleterre, c'était très inhabituel en Ecosse) . La Ligue Solennelle et l'Alliance ont été brûlées en 1682 pendant la période connue sous le nom de Killing Time.
Le fils du marquis d'Argyll, Archibald Campbell, 9e comte d'Argyll, fut exécuté à la Croix le 30 juin 1685 pour avoir tenté de provoquer une insurrection en Écosse coïncidant avec la rébellion de Monmouth.
Le 10 décembre 1688, une foule, après avoir fait irruption dans la chapelle privée du roi Jacques VII à l'abbaye de Holyrood et démoli les boiseries, la porta à la croix où elle fut brûlée avec une effigie du pape.
En juillet 1725, au milieu des émeutes de la taxe sur le malt, la pétition de Robert Dundas sur les divers brasseurs d'Édimbourg et autour de la souscription a été portée à la croix pour être lue à haute voix.
Le 18 septembre 1745, le «jeune prétendant» Charles Edward Stuart fait proclamer son père roi Jacques VIII d'Écosse et lui-même régent à la Croix. Après la défaite du prince l'année suivante à Culloden, les couleurs jacobites capturées lors de la bataille furent cérémonieusement brûlées à la croix.

## Les médaillons de la Mercat Cross à Abbotsford
La photo du milieu montre le Edinburgh Burgh Arms. Les têtes n'ont jamais été identifiées.

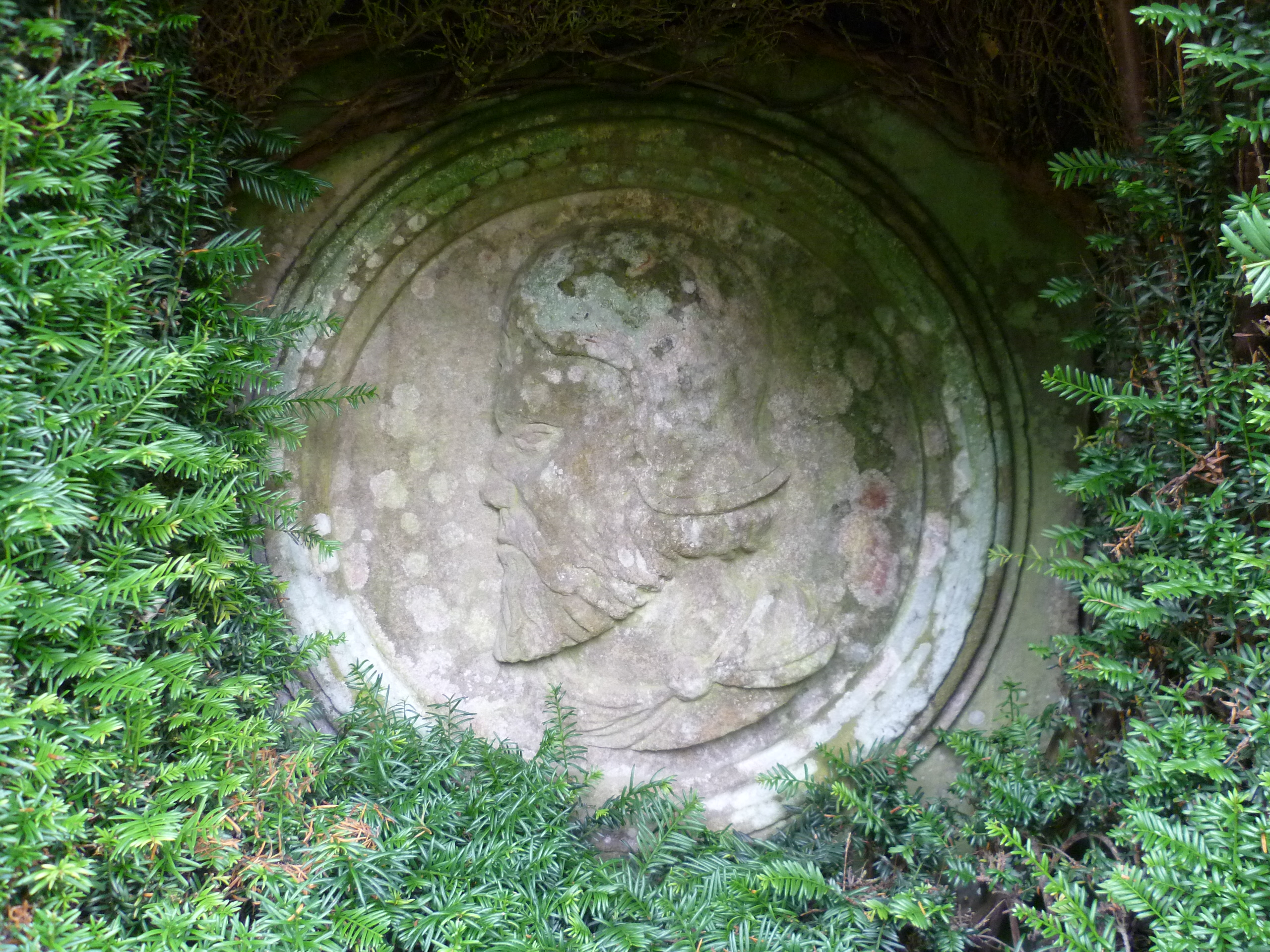
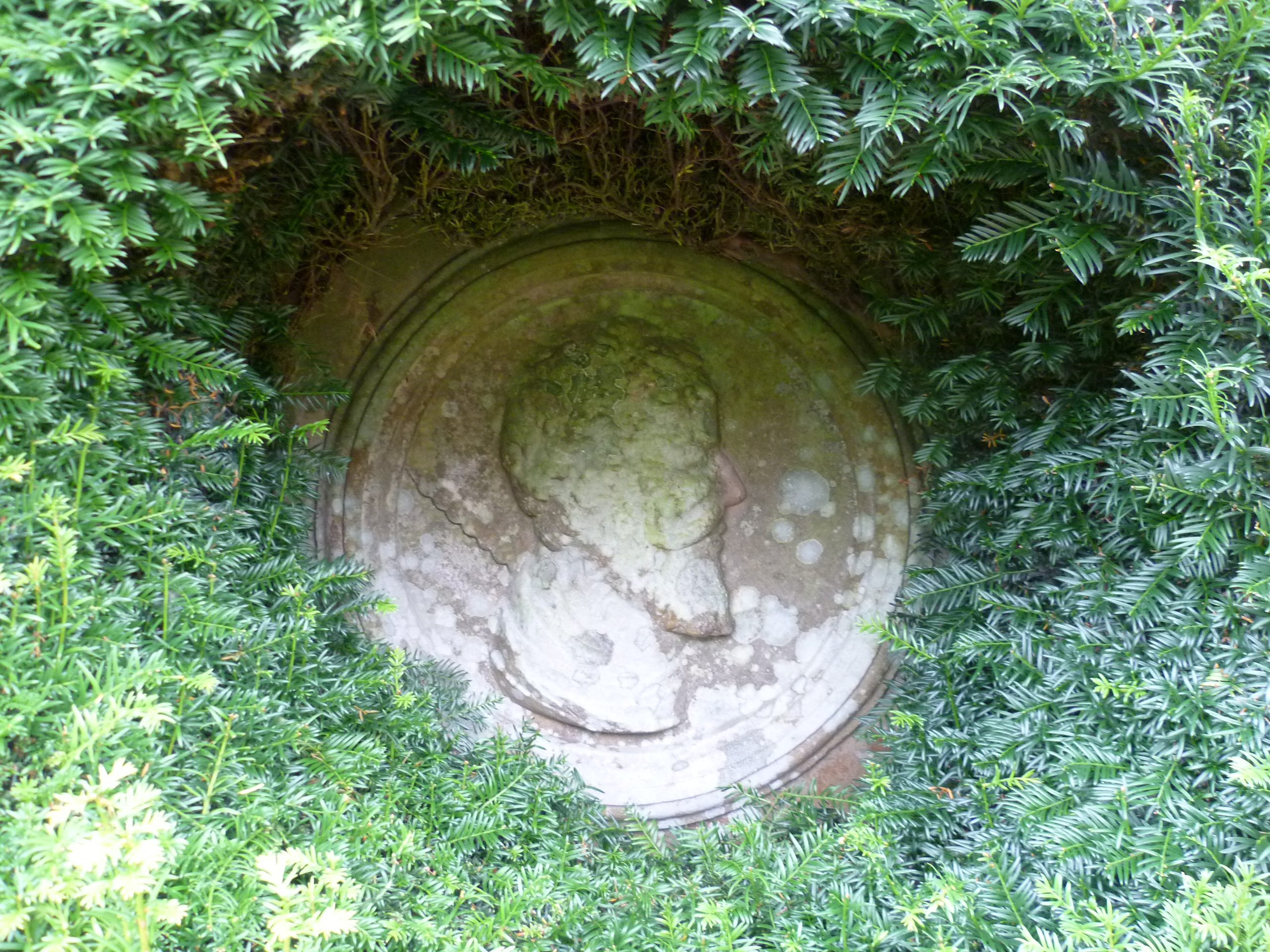
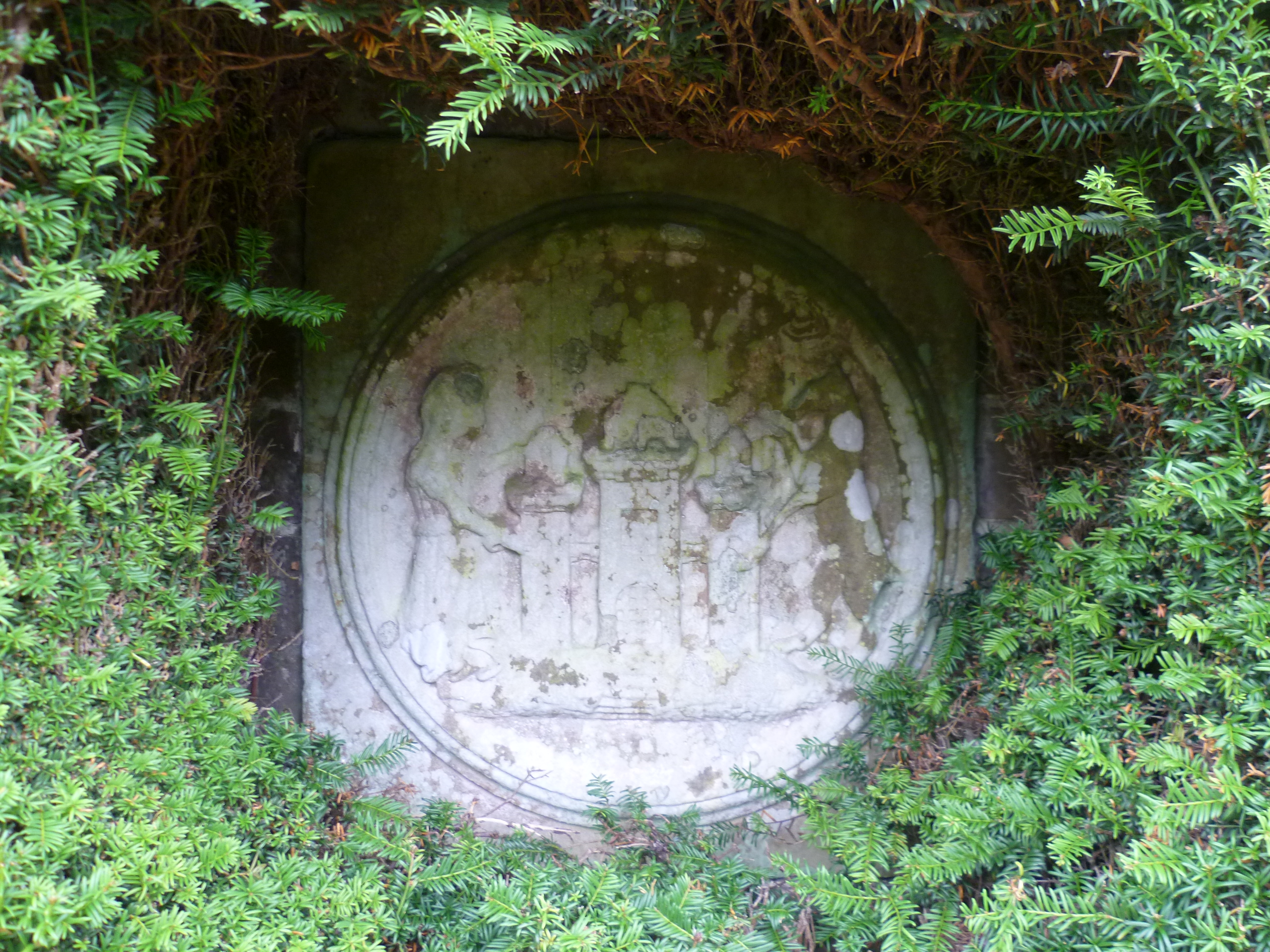
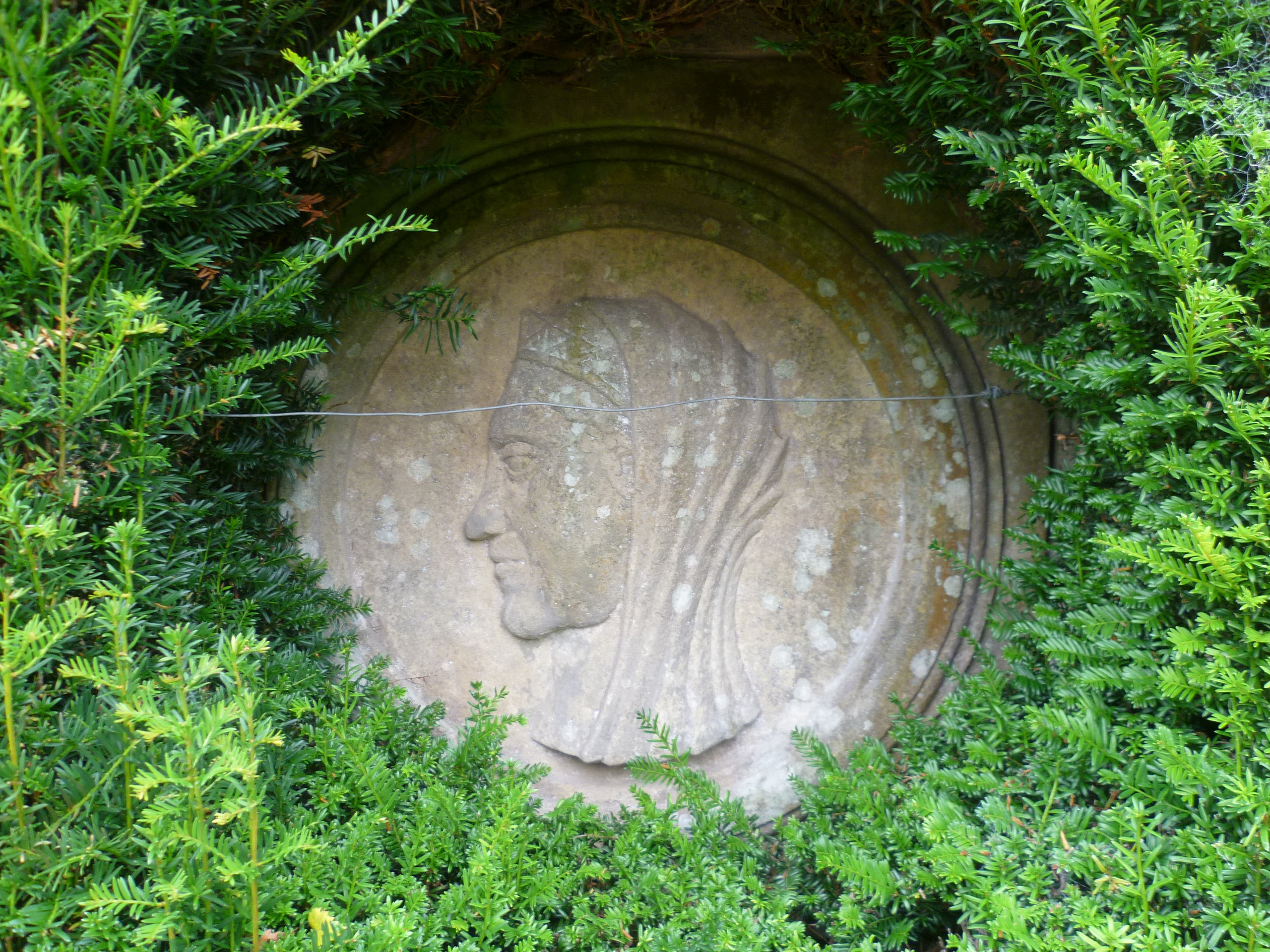
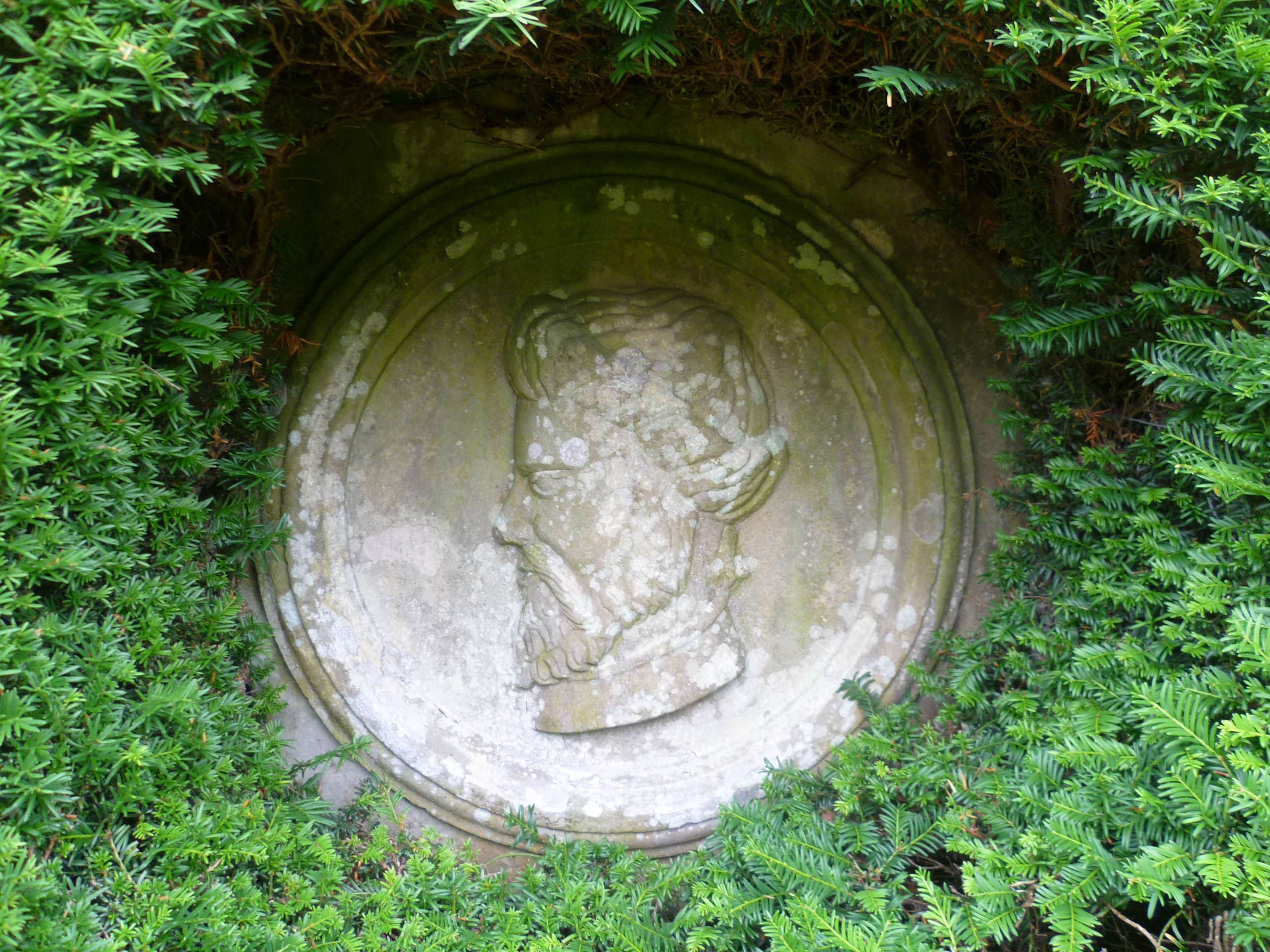